# روماری
روماری (به لاتین: Raomari) یک منطقهٔ مسکونی در بنگلادش است که در ناحیه کوریگرام واقع شده‌است. روماری ۱۹۷٫۸ کیلومتر مربع مساحت و ۱۳۷٬۰۴۰ نفر جمعیت دارد.